# Mauro Bigonzetti
Mauro Bigonzetti (* 1960 in Rom) ist ein italienischer Choreograf und Tänzer.

## Leben und Werk
Bigonzetti bildete sich an der Ballettschule der Oper Rom zum Tänzer aus. Nach seinem Abschluss wurde er in deren Compagnie aufgenommen. 1982 wechselte er zum Aterballetto in Reggio nell’Emilia. Er tanzte dort in allen Stücken des Spielplans und erarbeitete sich ein Repertoire mit Stücken von George Balanchine und Léonide Massine. 1990 schuf er zu Musik von Johann Sebastian Bach seine erste eigene Choreografie Sei in movimento. 
1992 verließ er das Aterballetto, um in Zusammenarbeit mit dem Balletto di Toscana als freiberuflicher Choreograf zu arbeiten. Rasch erwarb er sich internationale Reputation. Er arbeitete weltweit für führende Häuser wie das English National Ballet, das Ballet National de Marseille, das Ballet des Teatro Argentino, das brasilianische Balè da Cidade de São Paulo, das Ballet Gulbenkian in Lissabon, das New York City Ballet und andere. In Italien führten die Mailänder Scala, die Oper Rom, die Arena di Verona und das Teatro di San Carlo in Neapel seine Stücke auf. In Deutschland zeigen unter anderem das Ballett der Deutschen Oper Berlin und das Ballett der Dresdner Semperoper seine Stücke. Für das Stuttgarter Ballett und Gauthier Dance schuf er eigens Choreografien.
1997 wurde er zum künstlerischen Leiter und ersten Choreografen des Aterballetto berufen. 2008 übergab er die künstlerische Leitung an Cristina Bozzolini, blieb jedoch weiterhin als Principal Choreographer dem Aterballetto verbunden.

## Choreografien (Auswahl)
- Songs, Musik von Henry Purcell, 1997[1]
- Cantata, Livemusik von Assurd, 1997[2]
- Furia Corporis, Musik von Ludwig van Beethoven und Robert Monari, 1998[3]
- Construction, Musik von John Cage, 1998[3]
- Comoedia Cant,i Musik von Johann Sebastian Bach, 2001[4]
- Sogno, 2001[5]
- Vespro, Musik von Bruno Moretti, 2002[6]
- Les Noces, Musik von Igor Strawinsky, 2002[7], 2019[8]
- Rossini Cards, Musik von Gioachino Rossini, 2004[9]
- Ommagio a Bach, Musik von Johann Sebastian Bach, 2005[10]
- Le Sacre du printemps, Musik von Igor Strawinsky, 2005[11]
- Vento, Musik von Bruno Moretti, 2006[12]
- Romeo und Julia, Musik von Sergej Prokofjew, 2007[13]
- I Fratelli, nach dem Film Rocco und seine Brüder von Luchino Visconti, 2007[14]
- Le Quattro Stagioni, Musik von Antonio Vivaldi, 2007[15]
- Incanto dall’ Orlando Furioso, Musik von Georg Friedrich Händel, 2007[16]
- Alice, nach Alice im Wunderland und Alice hinter den Spiegeln von Lewis Carroll, Livemusik von Assurd, Antongiulio Galeandro und Enza Pagliara, 2014.[17]